# Ensaio sobre poesia dramática
Essay of Dramatic Poesy (em português: Ensaio sobre Poesia Dramática) por John Dryden foi publicado em 1668. Escreveu-se provavelmente durante o ano da praga de 1666. Dryden retoma o tema que Philip Sidney tinha adiantado em seu Defence of Poesie (Defesa da poesia) (1580) e tenta justificar o teatro como uma forma de arte legítima.